# 金山街道 (潮州市)
金山街道，是中华人民共和国广东省潮州市湘桥区下辖的一个乡镇级行政单位。

## 行政区划
金山街道下辖以下地区：
金山巷社区、中山路社区、北马路社区和北门外社区。